# Otto Feick

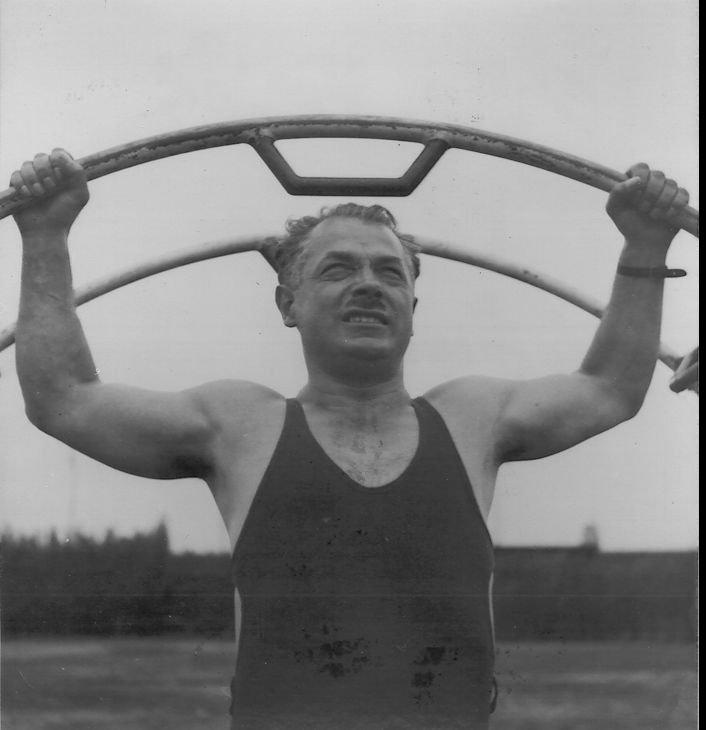
Otto Feick

Otto Feick (* 4. Juli 1890 in Reichenbach, Pfalz; † 17. Oktober 1959 in Schönau an der Brend) war der Erfinder des Rhönrads.

## Leben

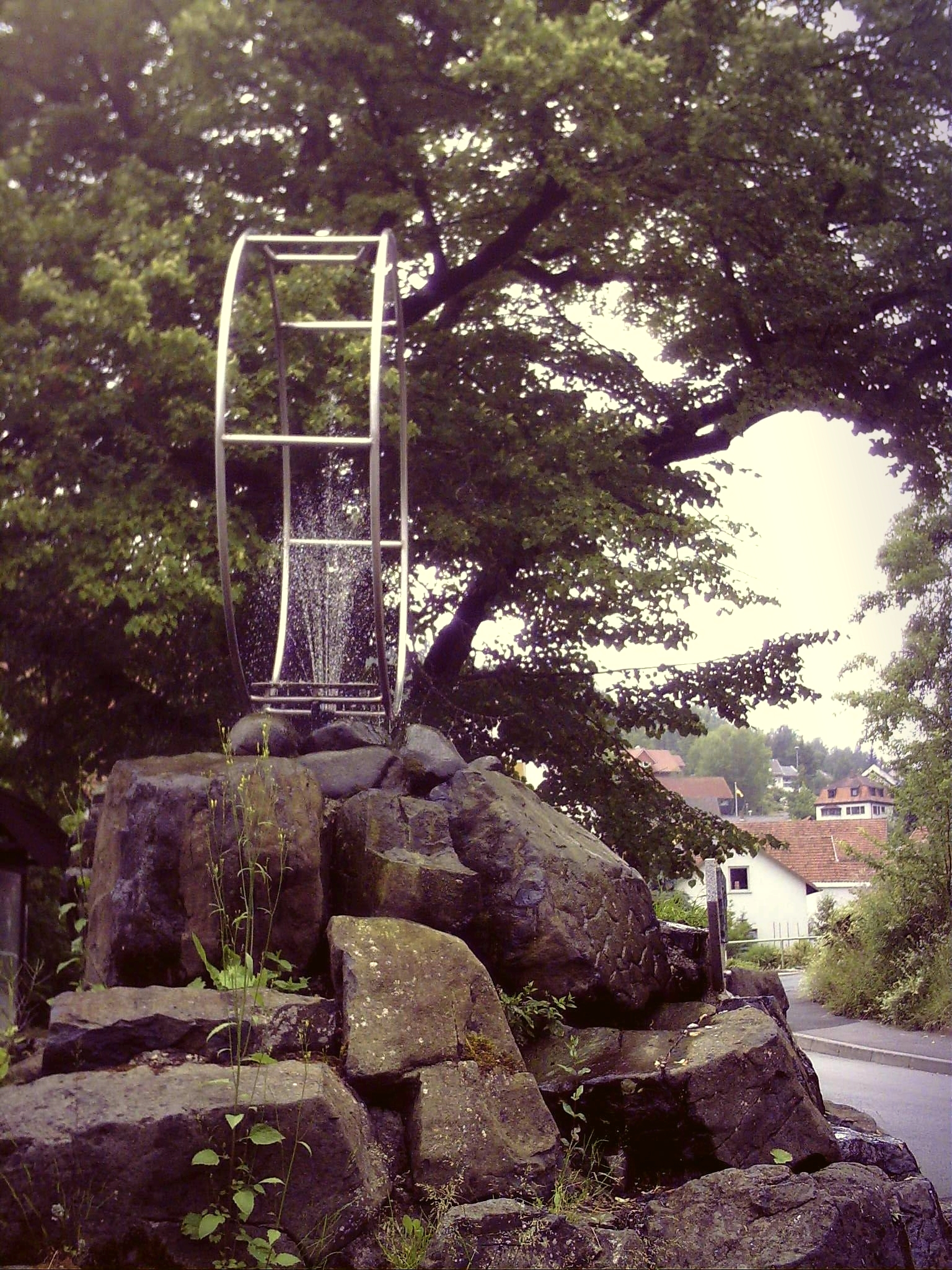
Rhönraddenkmal

Feick wurde 1890 als Sohn eines Schmieds geboren. Er war Schlosser und Eisenbahner. Von 1914 bis 1923 war er in der Betriebsstätte der Deutschen Reichsbahn in Ludwigshafen am Rhein tätig. Zu dieser Zeit lebte er in Ludwigshafen-Gartenstadt. Er war Anhänger der Gewerkschaftsbewegung und Mitglied im Hauptvorstand der Gewerkschaft der Eisenbahner Deutschlands.
Schon als Kind rollte er gerne in zwei Eisenreifen, die durch Querstäbe verbunden waren, den Berg hinunter. Den Prototyp des Rhönrades erfand Feick in Ludwigshafen am Rhein. Ein Foto, aufgenommen in der Badeanlage des VSK Niederfeld, diente als Vorlage zum Patent, das er im Jahre 1927 von Schönau an der Brend aus anmeldete. Feick kam in den Heimatort seiner Frau, Schönau an der Brend, nach der Ausweisung aus der Pfalz durch die französischen Besatzer. Er gründete mit weiteren Bekannten in Schönau eine Metallwerkstatt und stellte unter anderem Spielgeräte und Bettgestelle her. Er baute im Jahr 1924/25 eine weitere Variante seiner Erfindung Rhönrad in dem Niederschedener Zieh- und Stanzwerk Schedetal (vorübergehend Rhönradwerke Niederscheden, heute Kunststoffwerk AVI), dieses Werk hatte von Feick die Lizenz erhalten, Rhönräder herzustellen. Nicht belegt ist die Aussage, er hätte seine Erfindung in Scheden gemacht und wäre Angestellter des Werkes gewesen. Die Idee dazu hatte er 1921 in der Zeit seiner Haft in Mainz, wo er wegen seiner Aktivitäten im Abwehrkampf gegen die Loslösungsbestrebungen der Pfalz von der französischen Militärpolizei inhaftiert und zu einer Bewährungsstrafe verurteilt wurde. In verschiedenen Schreiben belegte Feick, dass er sich als Junge in der Schmiede seines Großvaters in Reichenbach (Pfalz) zwei Eisenreifen nahm, sie miteinander verband und damit einen Abhang hinunterrollte.
Auf dem Gelände des heutigen VSK-Germania Niederfeld 1919 e. V., dessen Gründer und erster Vorsitzender er 1919 war, machte er die ersten Versuche. Hier entstanden auch die Bilder zur Patentanmeldung.
Später zog er auf der Flucht vor den französischen Besatzern nach Schönau an der Brend, den Heimatort seiner Frau Pauline, geborene Schmalz, die er während seiner aktiven Dienstzeit beim Militär – bei den „Jägern“ in Aschaffenburg – kennengelernt hatte.
Zum Dank an die neue Heimat in der bayerischen Rhön nannte er das neue Sportgerät Rhönrad. Im August 1930 organisierte er das erste internationale Rhönradturnier in der nahegelegenen Kurstadt Bad Kissingen.
1927 zog er nach Würzburg, und dann wieder zurück nach Schönau an der Brend, wo er am 17. Oktober 1959 in ärmlichen Verhältnissen verstarb.
Das Lebensmotto von Otto Feick war: Kämpfe, ringe – aber singe!

## Ehrungen
In Schönau, von wo aus der Siegeszug des Rhönrades begann, wurde ihm und dem Rhönrad ein Denkmal gesetzt.
In Glan-Münchweiler, wo Otto Feick einige Jahre lebte, befindet sich ein Denkmal in Form eines Rhönrades im Kreisel der Bundesstraße 423 im Ortsteil Bettenhausen.
Der Komponist und Verleger Leopold Maaß (1872–1957), welcher auf der Flucht vor dem Nationalsozialismus über Shanghai schließlich nach Amerika gelangte, schrieb um das Jahr 1928 dem Erfinder des Rhönrades ein kleines, dreistrophiges Vokalwerk für Singstimme und Klavier, das sogenannte „Rhönrad-Lied“. Es ist überschrieben mit den Worten: „Dem Erfinder des Rhönrades, Herrn Otto Feick, Würzburg [sic!] in Verehrung gewidmet“.
Dieses Opus wurde nach 88 Jahren erstmals anlässlich der 54. deutschen Rhönrad-Meisterschaften, ausgetragen von der DJK Olympia Schönau anlässlich des 90. Rhönradjubiläums in Bad Neustadt, wieder aufgeführt und aufgenommen.